# Ardent Worship
| Recensione | Giudizio |
| ---------- | -------- |
| AllMusic   |          |

Ardent Worship è un album dal vivo del gruppo musicale statunitense Skillet, pubblicato il 29 settembre 2000.

## Tracce
1. Who Is Like Our God – 5:15
2. Your Name Is Holy – 5:05
3. How Deep the Father's Love for Us – 4:08
4. Jesus, Jesus (Holy and Anointed One) – 4:14
5. We're Thirsty – 3:03
6. Jesus Be Glorified – 4:38
7. Sing to the Lord – 6:13
8. Angels Fall Down – 7:28
9. Safe With You – 4:53
10. Shout to the Lord – 6:28

## Formazione
- John L. Cooper – voce principale, basso
- Korey Cooper – tastiere, cori
- Kevin Haaland - chitarra
- Lori Peters - batteria
- Ken Steorts - chitarra (in Safe With You e Shout to the Lord)
- Trey McClurkin - batteria (in Safe With You e Shout to the Lord)

## Classifiche
| Classifica                 | Posizione migliore |
| -------------------------- | ------------------ |
| Top Contemporary Christian | 33                 |